# 瓦倫汀·拉維涅
瓦倫汀·拉維涅（法語：Valentin Lavigne；1994年6月4日—）是一位法國足球運動員。在場上的位置是中場。他現在效力於法國足球甲級聯賽球隊洛里昂足球俱樂部。他出身自洛里昂的青訓系統。